# Pteropus anetianus
Espèce
Statut de conservation UICN

 VU  : Vulnérable
Statut CITES
Pteropus anetianus, communément appelé Renard volant du Vanuatu ou Roussette blanche, est une espèce de chauves-souris frugivores géantes, endémique du Vanuatu.

## Liste des sous-espèces
Selon Mammal Species of the World (version 3, 2005)  (10 novembre 2019) :
- sous-espèce Pteropus anetianus anetianus
- sous-espèce Pteropus anetianus aorensis
- sous-espèce Pteropus anetianus bakeri
- sous-espèce Pteropus anetianus banksiana
- sous-espèce Pteropus anetianus eotinus
- sous-espèce Pteropus anetianus motalavae
- sous-espèce Pteropus anetianus pastoris

## Galerie

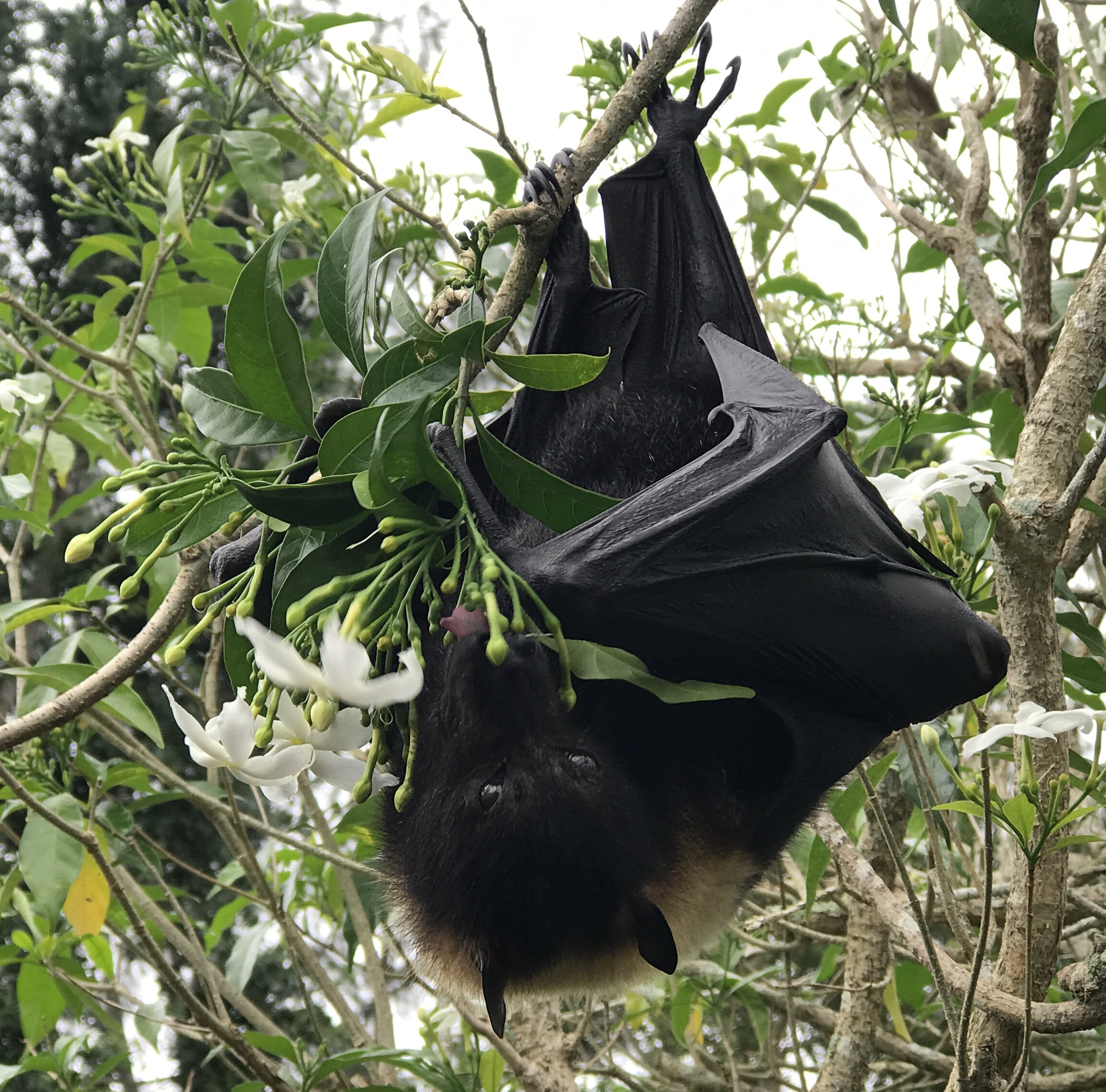
Roussette, photo prise au Vanuatu